# 持金剛林

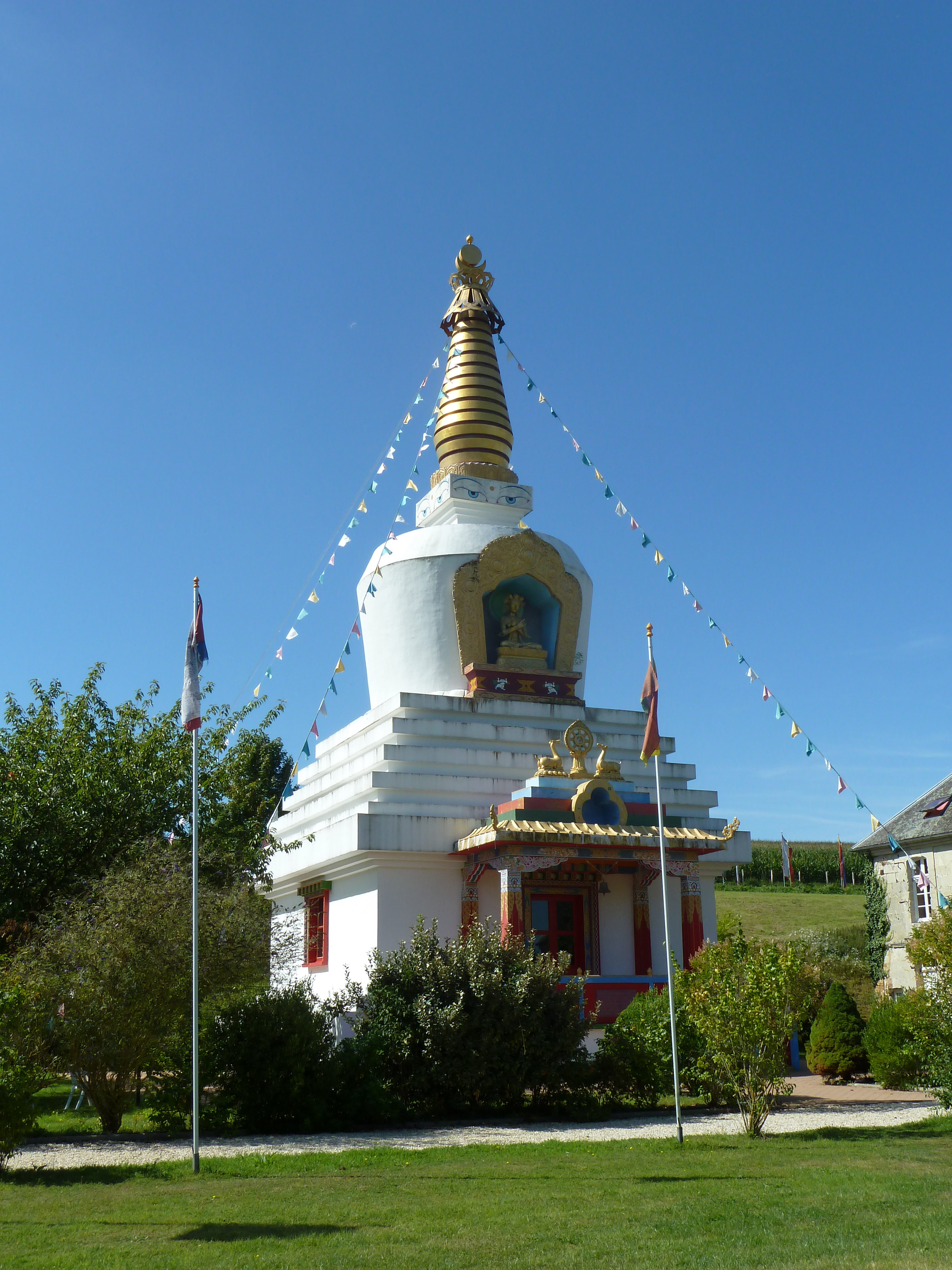
持金刚林佛塔

持金剛林，वज्रधर གླིང， Vajradhara-Ling，藏傳佛教噶舉派法國噶舉中心的分支機構，坐落於法國諾曼底地區奥恩省欧布里勒庞图镇,由十六世大寶法王噶瑪巴創意建立，一世卡盧仁波切於1982年主持奠基儀式，由卡盧仁波切的弟子久美喇嘛負責統籌建築，1989年建成十六世噶瑪巴紀念塔，1997年大司徒仁波切主持了開光典禮。此後計劃修建西藏桑耶寺式樣的700平米的和平寺，2003年9月21日奠基，2008年得到達賴喇嘛的親自加持。

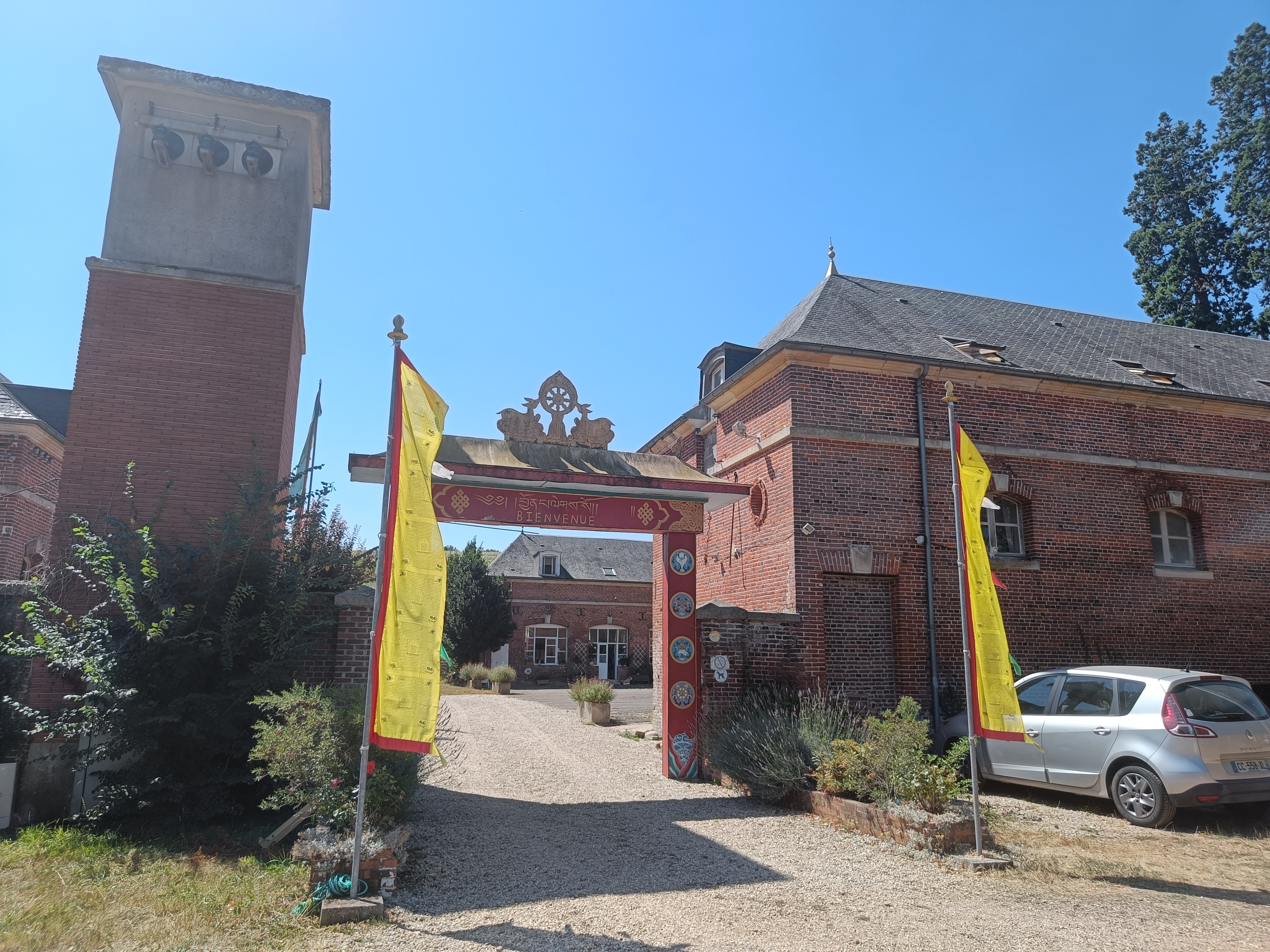
持金剛林大門

1999年該禪修中心在80公里外接受了一塊獻地，地點在穆利桑鎮，在此建成“大手印林”，以接待禪修和閉關的修行者。
2016年8月，永給·明就仁波切在該寺進行了系列講座，並於此處接受法國國家電視二台採訪，其內容在該電視台週日上午的“佛教智慧”節目中播出。